# Célula de Golay

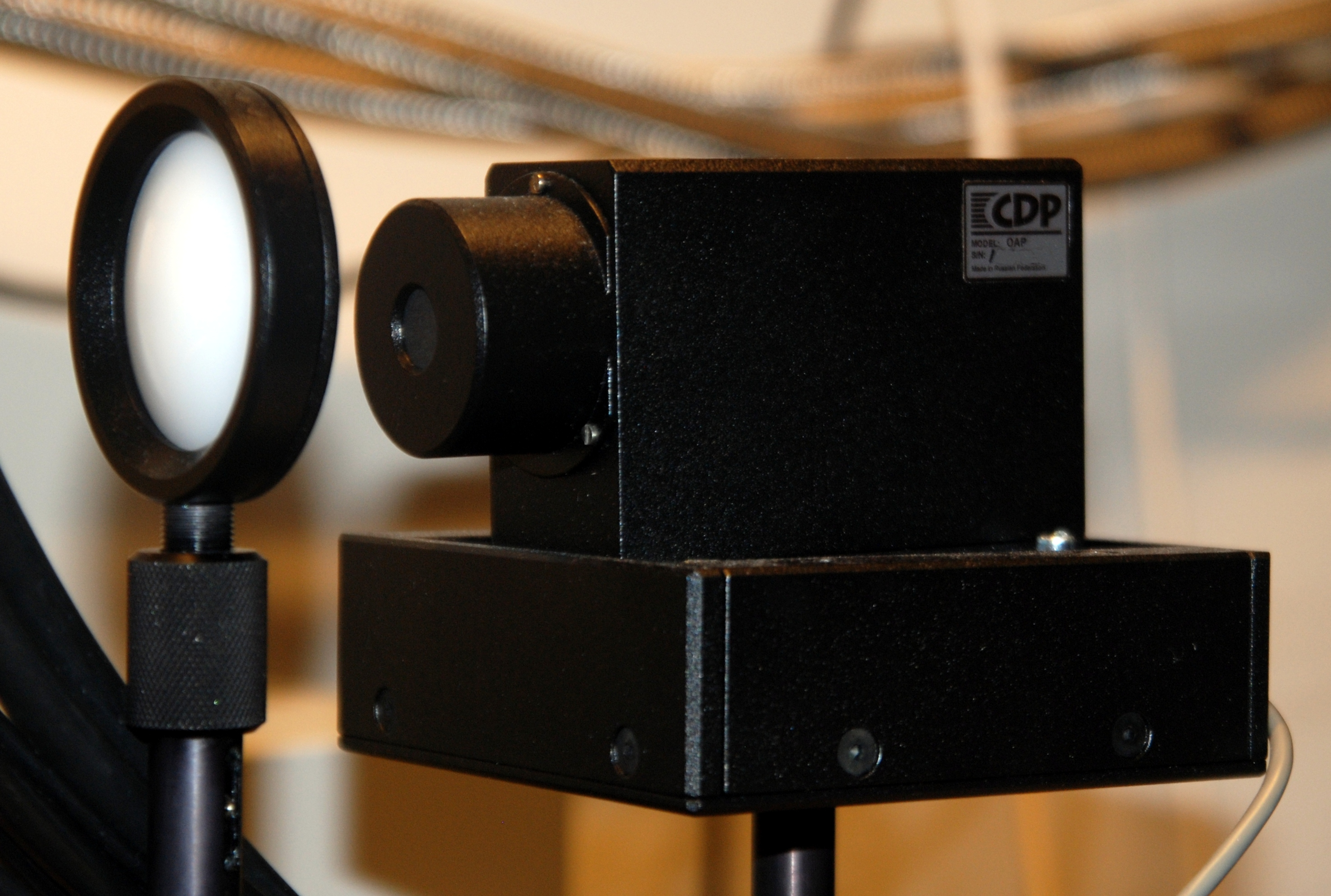
una Celda de Golay empleada en el desarrollo de tecnologías terahertz.

La célula de Golay, celda Golay o detector de Golay es un tipo de sensor optoacústico que se utiliza principalmente para la espectroscopía infrarroja. Consiste en un recinto lleno de gas con un material absorbente de infrarrojos y un diafragma o membrana flexible. Cuando se absorbe la radiación infrarroja, calienta el gas y hace que se expanda. El aumento de presión resultante deforma la membrana. La luz reflejada por la membrana es detectada por un fotodiodo y el movimiento de la membrana produce un cambio en la señal del fotodiodo. El concepto fue descrito originalmente en 1947 por Marcel J.E. Golay, de quien recibió su nombre.
La celda Golay tiene una alta sensibilidad y una respuesta plana en una amplia gama de frecuencias. El tiempo de respuesta es moderado, del orden de 10 ms. El rendimiento del detector se degrada en presencia de vibraciones mecánicas.